# Linear Variable Differential Transformer

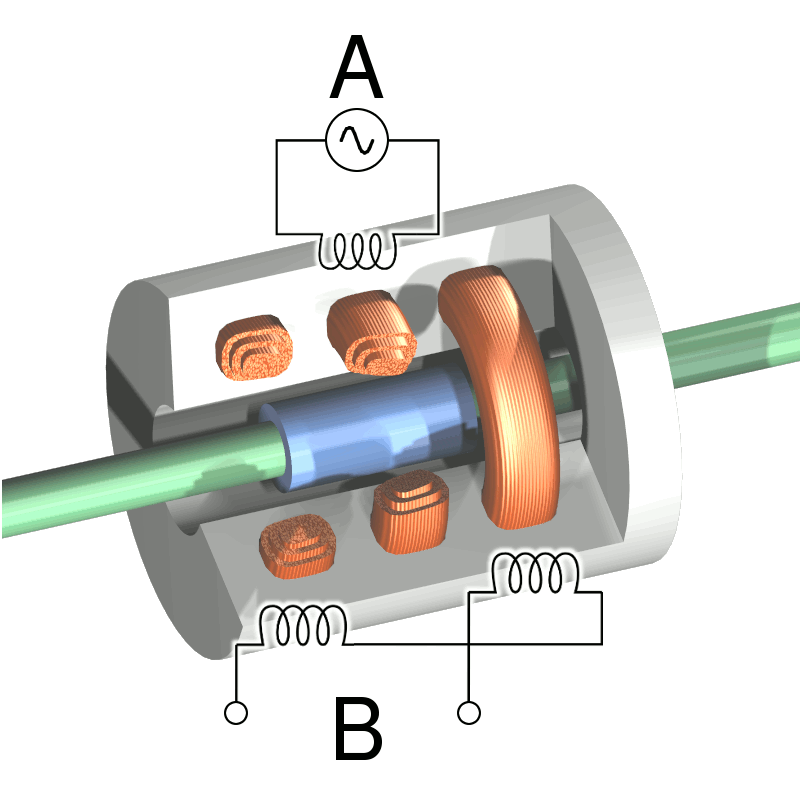
Vue en coupe d'un LVDT. Un courant est généré dans la bobine primaire A, entraînant un courant induit dans la bobine secondaire B

Un LVDT (de l'anglais Linear Variable Differential Transformer) est un capteur électrique passif (inductif) de déplacements linéaires.

## Principe
Un LVDT est constitué :
- d'un transformateur ;
- d'un noyau.

S'il est correctement conçu, sa réponse est proportionnelle au déplacement du noyau dans le cylindre formé par le transformateur.

### Le transformateur
Il est constitué de trois bobines de formes cylindriques et coaxiales :
- une primaire ;
- deux secondaires.

### Le noyau
Un noyau ferromagnétique coulisse dans l'axe du cylindre. Lors de son mouvement, il modifie la distribution des champs à l'intérieur du transformateur.

## Fonctionnement et mise en œuvre
Le LVDT étant un capteur passif, il a besoin d'une électronique (appelée aussi conditionneur) pour fonctionner.
L'utilisateur applique une tension (sinusoïdale le plus souvent, carrée exceptionnellement) sur le primaire et mesure les tensions des secondaires. Plusieurs méthodes existent pour conditionner le signal issu des secondaires.

### Fonctionnement en «différentiel»
La sortie signal du conditionneur est proportionnelle à la différence de la tension des deux secondaires.

### Fonctionnement en «différentiel sur somme»
La sortie signal du conditionneur est proportionnelle à la différence de la tension des deux secondaires, rapportée à leur somme.

## Avantages et inconvénients des LVDT

### Avantages
- excellente fiabilité : c'est le capteur de déplacement de choix de l'aviation civile ;
- résiste à des environnements très sévères (températures extrêmes, vide, hautes pressions) ;
- coût relativement faible ;
- excellente résolution (de l'ordre de 0,1 µm).

### Inconvénients
- complexité du conditionnement ;
- plusieurs capteurs l'un à côté de l'autre peuvent se perturber mutuellement s'ils sont alimentés à la même fréquence ;
- précision « moyenne » ;
- fabrication délicate.